# Бендида
 Тази статия е за Тракийската богиня Бендида.  За симфоник метъл групата вижте Бендида_(група).  
Бендида е тракийско божество, почитано в Югозападна Тракия. Тя е синкретизирана с различни гръко-римски божества, но най-вече с Артемида.

## Характеристика
В повечето от изображенията ѝ по скални релефи, апликации, кани или монети е представена като ловджийка, наметната с кожа, носи ботуши и шапка от лисица. В ръцете си държи копие, лък или дори мрежа и често я съпровожда ловно куче. В древногръцката митология ловците Агрей и Номий, а също и самата Артемида, носят ботуши, което символизира качеството бързина. Поради тази причина ботушите присъстват в образа на Бендида, но за разлика от нейните гръцки аналогии само тя носи шапка от лисича кожа. В митовете и легендите лисицата е считана за най-хитрия ловец или най-хитрото животно, което може да избегне всички клопки и мрежи. Следователно, шапката ѝ от диво животно има не толкова етно-означаваща, колкото функционално означаваща роля – тя допълнително я определя като богиня на лова. В монетите на витинския цар Никомед I Бендида е представена седяща на камък, върху който е опрян кръглият ѝ щит, с копие в дясната ръка, къс меч на кръста и облечена в къса туника, което функционално характеризира богинята в чисто военен аспект.
Етимологията на теонима има индоевропейски корен bhendh, – „свързвам“, „съединявам“, което дава представа за полисемантичния образ на богинята и като покровителка на брака от типа на Хера. Може би затова едно основно нейно качество е виргиналността ѝ. За архаичния човек виргиналността няма толкова физически, колкото соционален смисъл. Поначало Бендида е всемогъщо и всяващо страхопочитание божество на дивата природа. В по-късни времена (5-4 в. пр.н.е.) богинята-девственица започва да се представя като обитателка на дивото пространство – мястото на жената в социума е в дома, „вътре“, и само бракът може да опитоми Бендида и да я върне в обществото. Тя може да бъде „майка“, но това понятие няма биологичен, а социален смисъл.
Ролята на Бендида в тракийския пантеон е да осъществи пълноправното интегриране на младите в обществото. В един архаичен керамичен фрагмент от Лемнос е представена ловна сцена, където богинята поразява пантера с копие, разделящо се накрая на две остриета, а във вдигнатата си лява ръка държи малкото на звяра. Това символично откъсване на малкото е чисто социално действие, в което етапът на инициация настъпва след сепарация. Като обучава младите в изкуството на лова, богинята ги подготвя за живота им в статуса на зрели членове на социума. В Микенската епоха това се отнася еднакво до мъжете и жените, но през Класическата епоха на Древна Елада (VI - V в.пр.н.е.), жените постепенно са изолирани от тази дейност.
Ловните умения, мрежата, копията, лъкът, бързината и животинските атрибути изграждат образа на Бендида като богиня въплъщаваща противоречиви митични роли. Всяка една нейна функция се допълва от нейната противоположност и може би затова копието ѝ е разчленено на две, да подчертае двойствеността ѝ.